# Grega Bole
Grega Bole (Jesenice, 13 augustus 1985) is een Sloveens wielrenner die sinds 2021 rijdt voor een clubteam uit Dubai, Shabab Al-Ahli Cycling Team. Eerdere seizoenen reed hij voor Bahrain McLaren, Nippo-Vini Fantini, CCC, Vacansoleil-DCM, Lampre, Adria Mobil, Amica Chips-Knauf, Sava en Radenska Rog. 

## Loopbaan
In 2009 liet Grega Bole zich prominent zien in de Vlaamse voorjaarskoersen. Het seizoen 2014 begon voor Bole pas in april, toen hij een contract tekende bij Vini-Fantini-Nippo. Zijn debuut voor zijn nieuwe ploeg maakte Bole in de Circuit des Ardennes. Zijn eerste overwinning namens zijn nieuwe werkgever liet niet lang op zich wachten. Na in zijn eerste race tweede te worden en in zijn tweede race derde, was het in de derde etappe wel raak. Bole wist in een sprint af te rekenen met zijn landgenoot Matej Mugerli en de Belg Tom Dernies.

## Belangrijkste overwinningen
2002
2e en 3e etappe Ronde van Istrië
Eindklassement Ronde van Istrië
2003
Eindklassement Luik-La Gleize
2e en 3e etappe Ronde van Kroatië, Junioren
Eindklassement Ronde van Kroatië, Junioren
2006
5e etappe Paths of King Nikola
 Sloveens kampioen op de weg, Beloften
2e etappe Ronde van Slowakije
2007
1e etappe Istrian Spring Trophy
Luik-Bastenaken-Luik, Beloften
2e etappe Giro delle Regioni
1e etappe Giro della Regione Friuli Venezia Giulia
2008
GP van Kranj
2009
GP Nobili Rubinetterie
3e etappe deel A Ronde van Asturië
 Wereldkampioen tijdrijden, Militairen
7e etappe Ronde van Hainan
2010
1e etappe Critérium du Dauphiné
1e en 2e etappe Ronde van Slovenië
Puntenklassement Ronde van Slovenië
2011
 Sloveens kampioen op de weg, Elite
GP Ouest France-Plouay
2013
2e etappe Ronde van de Ain
2014
3e etappe Circuit des Ardennes
Puntenklassement Circuit des Ardennes
1e etappe Szlakiem Grodów Piastowskich
Puntenklassement Ronde van Japan
1e etappe Ronde van Korea
Puntenklassement Ronde van Korea
6e en 10e etappe Ronde van het Qinghaimeer
2015
1e etappe Ronde van Kroatië
2016
Grote Prijs van de Etruskische Kust
Eindklassement Ronde van Korea
2018
3e en 7e etappe Ronde van Japan
Puntenklassement Ronde van Japan
Bergklassement Ronde van Turkije
2022
3e etappe Ronde van Sharjah
Eind- en puntenklassement Ronde van Sharjah
2023
3e etappe Ronde van Salalah
Eindklassement Ronde van Salalah

## Resultaten in voornaamste wedstrijden
| Jaar | Ronde van Italië | Ronde van Frankrijk | Ronde van Spanje |
| ---- | ---------------- | ------------------- | ---------------- |
| 2008 |                  |                     |                  |
| 2009 |                  |                     |                  |
| 2010 |                  | 124e                | 95e              |
| 2011 |                  | 126e                |                  |
| 2012 |                  | opgave              |                  |
| 2013 | opgave           |                     | 97e              |
| 2014 |                  |                     |                  |
| 2015 | 61e              |                     |                  |
| 2016 | 133e             |                     |                  |
| 2017 |                  | 143e                |                  |
| 2018 |                  |                     |                  |
| 2019 | 110e             |                     |                  |
| 2020 |                  |                     | opgave           |

| Jaar | Milaan-San Remo | Gent-Wevelgem | Ronde van Vlaanderen | Amstel Gold Race | Luik-Bast.‑Luik | Ronde van Lombardije | Bretagne Classic | E3 Harelbeke |  | WK op de weg |  | Wereldranglijsten |
| ---- | --------------- | ------------- | -------------------- | ---------------- | --------------- | -------------------- | ---------------- | ------------ |  | ------------ |  | ----------------- |
| 2008 |                 |               |                      |                  |                 |                      |                  |              |  | opgave       |  |                   |
| 2009 |                 |               |                      |                  |                 |                      |                  | 14e          |  | opgave       |  |                   |
| 2010 |                 |               |                      |                  |                 |                      | 14e              | opgave       |  | 11e          |  | 48e (UWK)         |
| 2011 | 54e             | 74e           | opgave               |                  |                 |                      | ↑                |              |  | 20e          |  | 53e (UWT)         |
| 2012 | opgave          |               |                      |                  |                 |                      | 127e             | 101e         |  | opgave       |  | 185e (UWT)        |
| 2013 | 78e             |               | 68e                  |                  |                 |                      |                  | 15e          |  | opgave       |  | 206e (UWT)        |
| 2014 |                 |               |                      |                  |                 |                      |                  |              |  | 42e          |  |                   |
| 2015 | 16e             |               |                      | 102e             |                 |                      | 4e               |              |  | 86e          |  |                   |
| 2016 |                 |               |                      | opgave           |                 | opgave               |                  |              |  | opgave       |  |                   |
| 2017 | 70e             |               |                      | 67e              | 145e            |                      |                  |              |  |              |  | 220e (UWT)        |
| 2018 |                 |               |                      | 62e              |                 |                      | 65e              |              |  | opgave       |  |                   |
| 2019 |                 |               |                      | 38e              | opgave          |                      | opgave           |              |  | opgave       |  |                   |
| 2020 |                 |               |                      |                  |                 | opgave               | 66e              |              |  |              |  |                   |

## Ploegen
- 2005 –  Radenska Rog (tot 5 juli)
- 2005 –  Sava (vanaf 6- juli)
- 2006 –  Sava
- 2007 –  Sava
- 2008 –  Adria Mobil
- 2009 –  Amica Chips-Knauf (tot 4 augustus)
- 2009 –  Adria Mobil (vanaf 5 augustus)
- 2010 –  Lampre-Farnese Vini
- 2011 –  Lampre-ISD
- 2012 –  Lampre-ISD
- 2013 –  Vacansoleil-DCM
- 2014 –  Vini Fantini Nippo (vanaf 1 april)
- 2015 –  CCC Sprandi Polkowice
- 2016 –  Nippo-Vini Fantini
- 2017 –  Bahrain-Merida
- 2018 –  Bahrain-Merida
- 2019 –  Bahrain-Merida
- 2020 –  Bahrain McLaren
- 2021 –  Shabab Al-Ahli Cycling Team
- 2022 –  Shabab Al-Ahli Cycling Team
- 2023 –  Shabab Al-Ahli Cycling Team

Wielerploegen van Grega Bole
Bole · Cujnik · Grlic · Jarc · Kišerlovski · Kump · Murn · Nose · Senekovic · Svab · Zagar · Zrimšek
Bole · Cujnik · Fajt · Gnezda · Jarc · Kump · Murn · Nose · Signego · Svab · Vrečer · Zagar · Zrimšek
Balloni ·
Bernucci ·
Boets · 
Bole ·
Bono ·     
Cunego ·
Da Dalto · 
Furlan ·
Gavazzi ·
Grendene · 
Hondo ·
Kasjetsjkin ·
Loosli ·
Lorenzetto ·
Magazzini ·
Malori ·
Marzano ·
Mori ·
Petacchi ·
Pietropolli ·
Ponzi ·
Righi ·
Sapa ·
Simoni (tot 31/05) ·
Spezialetti ·
Špilak ·
Ulissi ·
Pasqualon (stagiair) ·
Rabottini (stagiair) ·
Rocchetti (stagiair)
Balloni ·
Bertagnolli ·
Boets · 
Bole ·
Bono ·     
Cunego ·
Gavazzi ·
Hondo ·
Kasjetsjkin (tot 31/07) ·
Kondroet ·
Kostjoek ·
Kryvtsov ·
Kvatsjoek ·
Loosli ·
Magazzini ·
Malori ·
Marzano ·
Mori ·
Niemiec ·
Pérez ·
Petacchi ·
Pietropolli ·
Righi ·
Scarponi ·
Spezialetti ·
Špilak ·
Szeghalmi ·
Ulissi ·
Graziato (stagiair) ·
Tedeschi (stagiair) ·
Tiozzo (stagiair)
Anacona ·
Bertagnolli ·
Boets · 
Bole ·
Bono ·  
Cimolai ·   
Cunego ·
Graziato ·
Hondo ·
Kostjoek ·
D. Kryvtsov ·
J. Krivtsov ·
Kvatsjoek ·
Lloyd ·
Malori ·
Marzano ·
Mori ·
Niemiec ·
Petacchi ·
Pietropolli ·
Possoni ·
Righi ·
Scarponi ·
Sjejdyk ·
Spezialetti ·
Stortoni ·
Ulissi ·
Viganò ·
Cattaneo (stagiair) ·
Viola (stagiair) ·
Wackermann (stagiair)
Boeckmans ·
Bole ·
De Gendt ·  
Feillu · 
Flecha · 
Hoogerland ·
van Hummel ·
Keizer ·
Kreder ·
Lagoetin ·
Lammertink · 
Leukemans ·
Ligthart ·
Lindeman ·
Marcato ·
Marczyński ·
Markus ·
Mol · 
Novikov ·
Poels ·
B. van Poppel · 
D. van Poppel · 
Ruijgh ·
Rujano (tot 30/06) ·
Selvaggi · 
Valls · 
Veuchelen · 
Wauters ·
Westra
Agnoli · Arashiro · Boaro · Bole · Bonifazio · Božič · Brajkovič · Cink · Colbrelli · Feng · García · Gasparotto · Grmay · Haussler · Insausti · Izagirre · Moreno · Navardauskas · A. Nibali · V. Nibali · Novak · Pellizotti · Per · Pibernik · Siwtsow · Visconti · Wang · Garosio (stagiair) · Padoen (stagiair) · Toniatti (stagiair)
Agnoli · Arashiro · Boaro · Bole · Bonifazio · Božič · Colbrelli · Feng · García · Gasparotto · Haussler · G. Izagirre · J. Izagirre · Koren · Mohorič · Navardauskas · A. Nibali · V. Nibali · Novak · Padoen · Pellizotti · Per · Pernsteiner · Pibernik · Pozzovivo · Siwtsow · Visconti · Wang
Agnoli · Arashiro · Bauhaus · Bole · Caruso · Colbrelli · Dennis     · Feng · García · Garosio · Haussler · Koren · Mohorič · A. Nibali · V. Nibali · Novak · Padoen · Pernsteiner · Pibernik · Pozzovivo · Sieberg · Teuns · Tratnik · Wang · Williams
Arashiro · Battaglin · Bauhaus · Bilbao · Bole · Buitrago · Capecchi · Caruso · Cavendish · Colbrelli · Davies · Feng · García Cortina · Haller · Haussler · Inkelaar · Landa · Mohorič · Novak · Padoen · Pernsteiner · Pibernik · Poels · Sieberg · Teuns · Tratnik · Valls · Williams · Wright